# Hernandia moerenhoutiana
Hernandia moerenhoutiana är en tvåhjärtbladig växtart. Hernandia moerenhoutiana ingår i släktet Hernandia och familjen Hernandiaceae.

## Underarter
Arten delas in i följande underarter:
- H. m. campanulata
- H. m. elliptica
- H. m. moerenhoutiana
- H. m. samoensis